# Alfred Rosenberg

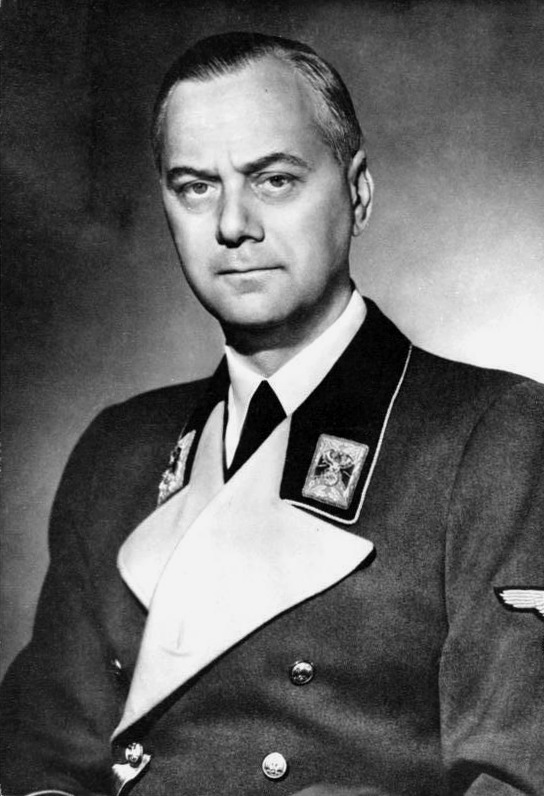
Alfred Rosenberg, 1935

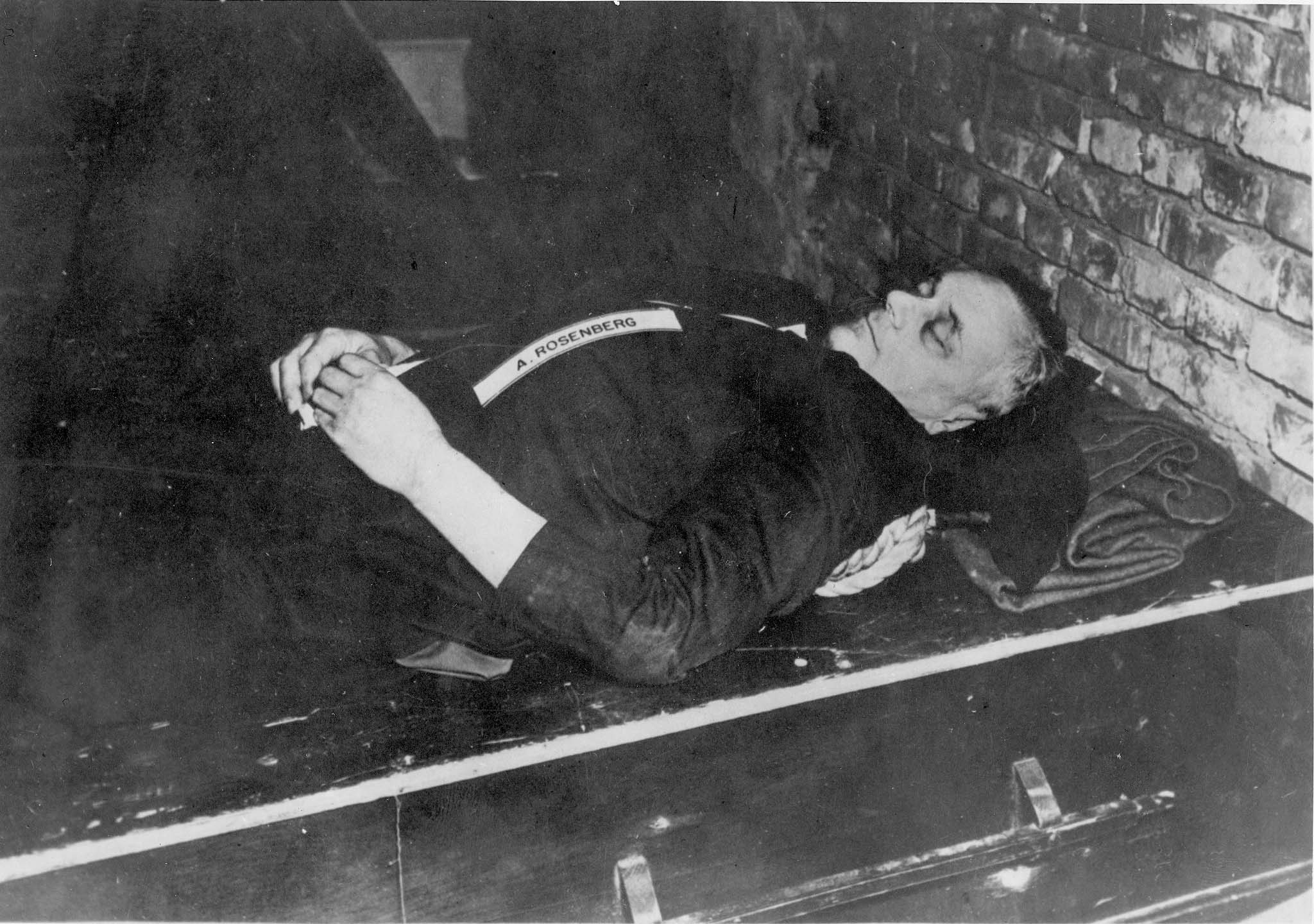
Alfred Rosenberg efter avrättningen (16 oktober 1946)

Alfred Ernst Rosenberg (ryska: Alfred Woldemarovitj Rosenberg, Альфред Вольдемарович Розенберг), född 12 januari 1893 i Reval (nuvarande Tallinn, Estland), död 16 oktober 1946 i Nürnberg, var en tysk nazistisk ideolog och politiker. Efter att ha upplevt revolutionen i Moskva övertog Rosenberg i mitten av 1918 den ryska extremhögerns tolkning av revolutionen genom att sätta likhetstecken mellan bolsjeviker och judar och han blev övertygad antisemit. Han skulle senare ge denna tolkning en rasideologisk form.
Efter första världskrigets slut i november 1918 flyttade Rosenberg till Tyskland. Han lärde känna Adolf Hitler år 1919 och gick med i DAP, NSDAP:s föregångare, samma år. Rosenberg anses ha bidragit kraftigt till nationalsocialismens och Hitlers antisemitiska världsbild och har kallats partiets chefsideolog. Rosenberg formulerade den nazistiska ideologin i flera antisemitiska och rasideologiska skrifter. Han skrev även om Lebensraum och Versaillesfreden. Rosenberg hade flera höga ämbeten inom den nazistiska statsapparaten.
Från 1941 till 1945 var Rosenberg riksminister för de ockuperade områdena i öst och därmed ansvarig för de krigsförbrytelser och brott mot mänskligheten som begicks där. Vid Nürnbergprocessen 1945–1946 dömdes han till döden som krigsförbrytare och avrättades genom hängning.

## Biografi
Rosenberg gick i tyskspråkig skola och började senare att studera arkitektur och teknik i Riga i guvernementet Livland. När första världskrigets oro drabbade området, flyttades universitetet till Moskva, där han 1918 erhöll sitt arkitektdiplom. Rosenberg hade sålunda personlig erfarenhet av bolsjevikiskt styre. Hans dagböcker ger inte intryck av att han skulle ha varit särskilt intresserad av första världskrigets utgång  och under revolution tycks han mest varit sysselsatt med tysk och indisk filosofi samt konst. Han förhöll sig inte heller entydigt negativ till februarirevolutionen, vilken han vid något tillfälle kallade en händelse av tidigare icke skådad storhet. Sina tankar om februarirevolutionen avfattade Rosenberg på ryska. Drygt ett år senare hade han förvandlats till en fanatisk antisemit och redan i skriften  ”Juden”, skriven i juli 1918 i Ryssland, satte han likhetstecken mellan judar och bolsjeviker, ett tema som han i senare böcker ständigt skulle återkomma till.
Efter avlagd examen 1918 reste Rosenberg tillbaka till sin hemstad Reval, som några dagar senare ockuperades av tyska trupper. Han anmälde sig som frivillig till den tyska armén, men avvisades som rysk medborgare och då han heller inte kunde uppvisa referenser från Tyskland. Det var vidare ej utan svårigheter, som han i november 1918 lyckades erhålla tillstånd att resa till Tyskland med de retirerande tyska trupperna. Via Berlin kom Rosenberg till München, där han umgicks i ultranationella kretsar och träffade Dietrich Eckart. Redan i sitt första tal i München i februari 1919 gjorde sig inflytandet från Rosenbergs ryska och sovjetiska erfarenhet gällande, då talet medvetet anslöt till ett tal av den ryske högerextremisten och antisemiten Markov II. Senare samma år träffade han Adolf Hitler, och blev medlem i Tyska arbetarpartiet (det blivande Nationalsocialistiska tyska arbetarpartiet). 
Trots att Rosenberg inte saknade kontakter i München var hans tillvaro inte enkel. Han var utfattig, talade en dålig tyska och var till februari 1923 rysk medborgare. Han skrev artiklar i Eckarts tidskrift Auf gut deutsch och efter 1921 i Völkischer Beobachter, som förvärvats av nationalsocialisterna. En betydande mängd material hämtade Rosenberg från tidskrifter, som Prizyv och Dvuglavyj Orel, utgivna av ryska högerextremister. Eckart som hade svåra alkoholproblem fick 1923 se sig förbigången av Rosenberg, när denne blev utsedd till chefredaktör för Völkischer Beobachter,då tidningen började utkomma dagligen.  
Den ryska extremhögern hade före revolutionen varnat för en undergång av Ryssland förorsakad av judar, som utgjorde en diskriminerad grupp i Tsarryssland. Efter revolutionen uppfattade extremhögern att dess farhågor hade besannats  bl.a. med hänvisning till överrepresentationen av personer med judiskt ursprung inom det sovjetiska ledarskapet och inom den sovjetiska säkerhetstjänsten, Tjekan. Rosenberg delade övertygelsen om, att revolutionen i Ryssland var ett uttryck för en judisk konspiration och tolkade den av Sovjetregimen förda politiken som ett avsiktligt förintande av den ryska nationella eliten.. Rosenberg fördömde denna politik, men konstaterade samtidigt dess ändamålsenlighet. Han varnade vidare för att om kommunisterna tog makten i Tyskland, så skulle den tyska eliten gå samma öde till mötes som den ryska. Rosenbergs uppfattning om revolutionen som ett resultat av judiskt konspiration fick efter några år ge vika för en ny tolkning i tydligt rasistiska termer. Denna omvärdering utlöstes möjligtvis av Hitlers ändrade syn på Ryssland, som gick från en möjlig samarbetspartner till ett föremål för tysk imperialism och kolonialism, en kursförändring som har satts i samband med bolsjevikernas slutgiltiga seger i inbördeskriget och samarbetsförespråkaren Max Erwin von Scheubner-Richters död.
Rosenberg såg det som en huvuduppgift att rensa nationalsocialismen från nationalbolsjevism och att förhindra ett samarbete mellan Sovjetunionen och Tyskland, då det inom nationalistiska kretsar och bland mer vänstersinnade nazister, inte saknades stöd för ett närmande till Sovjetunionen. Häri var han enig med högerextrema, etniskt ryska, vita emigranter, som hoppades på tysk hjälp mot bolsjevikerna.  
1923 deltog Rosenberg i Hitlers ölkällarkupp, men undkom åtal. Rosenberg utsågs av Hitler att leda nazistpartiet, medan Hitler själv avtjänade sitt fängelsestraff. År 1930 publicerade Rosenberg sitt rasideologiska verk Der Mythus des zwanzigsten Jahrhunderts, som särskilt behandlar den ariska rasens överlägsenhet. När Rosenberg samma år kandiderade till Tyska riksdagen framkom uppgifter som gjorde gällande att Rosenberg inte hade en droppe tyskt blod i sig, då hans förfäder var letter, judar, mongoler och fransmän.
Dokument från estniska och lettiska församlingar har senare visat att Alfreds far Wilhelm var halvestnisk och halvlettisk. Hans mor Elfriede var tysk med fransk bakgrund.
När Hitler kom till makten i slutet av januari 1933, utnämndes Rosenberg till chef för NSDAP:s avdelning för utrikesärenden.

### Rosenbergs filosofi
Rosenberg formulerade ett flertal av nazistpartiets ideologiska teorier och framstod med tiden som partiets filosof. Titeln på Rosenbergs ovan angivna bok anknyter till Chamberlains Grundlagen des 19. Jahrhunderts. Orden "myt" och "religion" används alternativt och hans nya religion är "Mythus des Blutes", myten om det nordiska blodet, en arisk religion som skall ersätta kristendomen. Liksom hos Gobineau och Chamberlain är det rasen, rassjälen, som är den avgörande faktorn i historien och det är den ariska, germanska rasen som är framtidens hopp. Äran och plikten, inte kärleken och medlidandet är de dygder som kännetecknar den nordiska rasen. Den judiska lögnen, romerska kyrkans maktanspråk och den liberala krämarandan måste ersättas av den tyska vikingadrömmen. Rosenberg utvecklar idén om den korporativa führerstaten som skall bygga på rasen och på en nationell socialism. I motsats till den gängse nationalsocialistiska propagandan hävdar han att det inte är familjen som är grundcellen i en stat, utan att den sammanhållande kittet är ett Männerbund, horden, släktens män som sluter sig i ett förbund till statens försvar.
Myten såldes i stora upplagor men Rosenberg åtnjöt inget större anseende inom partiledningen, varken som tänkare eller som politiker. Goebbels kallade honom hånfullt Reichsphilosopher och Hitler talade om honom som "en smalspårig balt som tänker fruktansvärt krångligt".

### Andra världskriget
1940 bildades Einsatzstab Reichsleiter Rosenberg, som hade i uppgift att plundra de av Nazityskland erövrade områdena på konstskatter. När det tyska fälttåget mot Sovjetunionen, Operation Barbarossa, hade inletts sommaren 1941, utsågs Rosenberg till riksminister för de ockuperade områdena i öster. Detta innebar att han bar det yttersta ansvaret för vad som skedde inom denna region, som bl.a. inbegrep Baltikum, Vitryssland och Ukraina. Rosenberg kom inte att avancera inom den nazistiska hierarkin, utan spelade en tämligen undanskymd politisk roll. Vid Tysklands sammanbrott i maj 1945 arresterades han av allierade styrkor.

### Nürnbergprocessen
I november 1945 ställdes Rosenberg inför rätta inför den Internationella Militärtribunalen i Nürnberg, och överväldigande bevis framlades mot honom. Det framkom, att han hade lagt fram förslag om mord på gisslan, vilka vanligtvis var kommunister. Han hade även haft kännedom om deportationer och förintelseläger. Rosenberg hävdade dock, att ansvaret för behandlingen av den judiska befolkningen i området hade legat hos den tyske rikskommissarien i Ukraina, Erich Koch. Rosenberg försökte därtill göra gällande, att han själv hade gjort allt för att förhindra inhuman behandling av den ryska civilbefolkningen. Rosenbergs försvarsadvokat försökte förgäves påvisa att hans klient inte hade haft kontroll över de illdåd som begåtts i de östliga territorierna. Han hävdade att ansvaret hade legat på Himmler, Bormann och Koch.
Domstolen i Nürnberg förklarade Rosenberg skyldig enligt samtliga fyra åtalspunkter (planerande av anfallskrig, brott mot freden, krigsförbrytelser och brott mot mänskligheten) och dömde honom till döden genom hängning. Rosenberg avrättades den 16 oktober 1946. Efter avrättningen fotograferades Rosenbergs döda kropp. Senare samma dag transporterades hans kropp jämte de andra avrättades samt Görings till ett hus vid Heilmanstrasse i München-Solln, som amerikanska armén hade använt som bårhus. Allierade myndigheter inspekterade kropparna, varefter dessa kremerades. Askan ströddes i den närbelägna bäcken Conwentzbach, ett biflöde till Isar.